# Felice I di Metz
Felice I di Metz (fl. IV secolo) è stato un vescovo franco.
Venerato come santo dalla Chiesa cattolica, fu il terzo vescovo di Metz, probabilmente nel secondo o terzo decennio del IV secolo. Non si hanno di lui notizie biografiche.